# Cemara (Suboh)
Cemara is een bestuurslaag in het regentschap Situbondo van de provincie Oost-Java, Indonesië. Cemara telt 2143 inwoners (volkstelling 2010).